# Небожин (Цехановський повіт)
Небожин (пол. Nieborzyn) — село в Польщі, у гміні Ґрудуськ Цехановського повіту Мазовецького воєводства.
Населення — 67 осіб (2011).
У 1975-1998 роках село належало до Цехановського воєводства.

## Демографія
Демографічна структура станом на 31 березня 2011 року:
|          | Загалом | Допрацездатний вік | Працездатний вік | Постпрацездатний вік |
| -------- | ------- | ------------------ | ---------------- | -------------------- |
| Чоловіки | 38      | 9                  | 21               | 8                    |
| Жінки    | 29      | 5                  | 17               | 7                    |
| Разом    | 67      | 14                 | 38               | 15                   |